# Midsjötjärnen
Midsjötjärnen är en sjö i Strömsunds kommun i Jämtland och ingår i Ångermanälvens huvudavrinningsområde. Sjön har en area på 0,142 kvadratkilometer och ligger 283,9 meter över havet.

## Delavrinningsområde
Midsjötjärnen ingår i det delavrinningsområde (707925-149957) som SMHI kallar för Utloppet av Malmsjön. Medelhöjden är 299 meter över havet och ytan är 32,19 kvadratkilometer. Räknas de 5 avrinningsområdena uppströms in blir den ackumulerade arean 89,32 kvadratkilometer. Malmån som avvattnar avrinningsområdet har biflödesordning 4, vilket innebär att vattnet flödar genom totalt 4 vattendrag innan det når havet efter 164 kilometer. Avrinningsområdet består mestadels av skog (51 procent) och sankmarker (14 procent). Avrinningsområdet har 8,26 kvadratkilometer vattenytor vilket ger det en sjöprocent på 25,7 procent.